# Arifureta Shokugyō de Sekai Saikyō
Arifureta Shokugyō de Sekai Saikyō (ありふれた職業で世界最強?), conocida como Arifureta: From Commonplace to World's Strongest en inglés y Arifureta: De ordinario al más fuerte del mundo en Hispanoamérica, es una serie de novelas ligeras japonesas escrita por Ryo Shirakome e ilustrada por Takayaki. La serie sigue a Hajime Nagumo, quien es transportado a otro mundo con el resto de su clase, pero recibe solo las habilidades mágicas más promedio, lo que lo obliga a luchar para mejorar.
La serie se publicó originalmente el 7 de noviembre de 2013 en el sitio web de publicación de novelas generadas por usuarios Shōsetsuka ni Narō, antes de publicarse impresa con ilustraciones de Takayaki por Overlap a partir del 25 de junio de 2015 bajo su sello Overlap Bunko.
En 2017 se publicó una precuela. La serie recibió una adaptación de manga, serializada en el sitio web Cómic Gardo de Ovelap desde 2016, así como un spin-off de comedia yonkoma y una adaptación de manga de la novela precuela. Una adaptación a serie de anime producida por White Fox y Asread se estrenó el 8 de julio de 2019. Una segunda temporada se estrenó el 13 de enero de 2022.

## Sinopsis
El estudiante de secundaria Hajime Nagumo es intimidado por su compañero de clase por su relación con el ídolo de la clase, Kaori Shirasaki. Cuando él y el resto de su clase son transportados a un mundo de fantasía, todos sus compañeros de clase obtienen poderosas habilidades mágicas, mientras que Hajime solo adquiere la capacidad de transmutar materiales sólidos, una habilidad común que generalmente se encuentra en artesanos y herreros. Durante una incursión en una mazmorra, uno de sus compañeros de clase lo traiciona y lo deja caer al fondo de la mazmorra. Sobrevive a la caída y crea armas para escapar de la mazmorra y hacerse más fuerte, logrando ganarse habilidades demoníacas después de matar a todos los monstruos que se le cruzaban en su camino. En su viaje, se encuentra con la vampiresa encarcelada Yue, y más tarde se le unen Shea, el Dragonoid Tío y otros.

## Personajes
Hajime Nagumo (南雲 ハジメ Nagumo Hajime?)
Seiyū: Toshinari Fukamachi, Cuauhtémoc Miranda (español latino)
Un estudiante otaku de secundaria que es transportado a otro mundo, donde solo adquiere una habilidad de transmutación de muy bajo nivel. Durante la primera caminata en la mazmorra de Orcus, toda la clase queda atrapada, lo que es la causa de una batalla de muerte desesperada contra el poderoso demonio Behemoth. Tratando de ayudar a sus camaradas al menos de alguna manera, Nagumo aplica sus habilidades de transformación de tierras e intenta detener al demonio para darles tiempo a los muchachos para llegar a una distancia segura. En algún momento se las arregla para desorientar al demonio, y Nagumo intenta escapar. Pero, como resultado de un accidente (de hecho, un ataque especialmente ajustado perpetrado por su compañero de clase), cae directamente al abismo de la mazmorra. Contrario a todas las expectativas, se las arregla para sobrevivir después de caer en el abismo. Casi inmediatamente después de despertarse, Hajime es atacado por un monstruo que le muerde el brazo izquierdo. Huyendo, se encuentra al azar con un mineral muy raro con propiedades curativas. En unos pocos días, llega a un estado mental extremadamente inestable, como resultado de lo cual la antigua personalidad del héroe se rompe y Hajime cambia más allá del reconocimiento. Durante un tiempo explora la mazmorra mientras derriba a cualquier criatura demoníaca que se le presente. Luego, comenzó a comer a todos los demonios que mató, por lo que ganó muchas habilidades demoníacas. Un tiempo después, se topa con un lugar que contiene a Yue y la libera de su largo encarcelamiento. Junto con ella, Hajime conquista la mazmorra, y un día llegan al último piso y reciben Magia de la Era de los Dioses. Hajime decide conquistar las 7 mazmorras, obtener todos los poderes divinos y usarlos para regresar a su mundo natal. En algún momento después regresa a Japón y se casa con Yue, Shea, Tio, Kaori, Shizuku, Aiko, Liliana y Remia, formando un harem.
Yue (ユエ?)
Seiyū: Yūki Kuwahara, Melissa Hernández (español latino)
Una princesa vampiresa que fue traicionada y encarcelada por su tío y criados en el fondo del Laberinto de Oscar Orcus durante 300 años hasta que Hajime la descubre y la libera usando transmutar. Ella es un prodigio mágico que puede usar todos los tipos de elementos de magia y tiene una capacidad de regeneración automática que le impide envejecer y curar sus heridas muy rápidamente. Ella se enamora de Hajime y se convierte en su primer compañero. Yue no muestra celos cuando otras chicas se acercan a Hajime, ya que se declara su primera y oficial esposa.
Shea Haulia (シア・ハウリア Shia Hauria?)
Seiyū: Minami Takahashi, Vianney Monroy (español latino)
Una coneja que Hajime y Yue encuentran. Ella tiene la capacidad de ver el futuro y utiliza un mazo personalizado como su arma. Ella también desarrolla sentimientos por Hajime y lo persigue implacablemente y desarrolla un vínculo de hermana con Yue. Más adelante se casa con Hajime y se convierte en su segunda esposa.
Kaori Shirasaki (白崎 香織 Shirasaki Kaori?)
Seiyū: Saori Ōnishi, Verania Ortiz (español latino)
Una de los compañeros de clase de Hajime y el ídolo de la clase. Ella fue la única en hablar activamente con Hajime, yendo tan lejos como para investigar manga, anime e incluso eroge para mantener conversaciones con él. Sin embargo, Kaori se dio cuenta de sus sentimientos solo después de que Hajime cayó al abismo y también fue la única que no creía en su muerte. Una vez que lo encuentra de nuevo, se asusta por lo cruel que se había vuelto Hajime al principio, pero finalmente supera su miedo y le confiesa su amor, uniéndose a él en su viaje, generalmente compitiendo con Yue y los demás por su afecto. Ella tiene la clase de trabajo de sanadora con gran afinidad para la magia de sanación y fortalecimiento. Fue asesinada temporalmente por Daisuke Hiyama y revivida por Hajime transfiriendo su alma a un cuerpo más fuerte, pero por el costo de su resurgimiento de no ser más humana como Hajime. Después de regresar a Japón, se convirtió en la cuarta esposa de Hajime.
Shizuku Yaegashi (八重樫 雫 Yaegashi Shizuku?)
Seiyū: Yumiri Hanamori, Desireé González (español latino)
Ella es la mejor amiga de Kaori y amiga de la infancia de Koki. Es una chica trabajadora y afectuosa que pasa su tiempo practicando sus habilidades de kendo, es extremadamente aguda y generalmente es capaz de procesar cosas sin mucha explicación. Ella es una de las más realistas entre sus compañeros de clase y actúa como la voz de la razón y la precaución, en lugar de apresurarse ciegamente como sus otros compañeros de clase. Se la conoce como una belleza genial, pero tiene un lado secreto de niña que le gustan las cosas lindas. A pesar de que apoya a Kaori en su amor por Hajime, Shizuku se enamora también de él y al regresar a Japón se convierte en su quinta esposa.
Tío Klarus (ティオ・クラルス Tío Kurarusu?)
Seiyū: Yōko Hikasa, Vanessa Olea (español latino)
Tío es una "pervertida" con el estado principal de M, pero es honesta y las palabras que habla son similares a las viejas leyendas. Su personalidad masoquista se convirtió en esto porque fue derrotada por el grupo de Hajime en las montañas del norte de la aldea de Ul. Se dedicó a Hajime para convertirse en su esclava y llamó a Hajime "Maestro". Tío provenía originalmente de la tribu Ryujin Clarce, mitad dragón. Su magia y defensa son significativamente altas, especialmente en su forma de Dragón, incluso los ataques de grupo de Hajime solo rompieron las escamas de este dragón. Tiene 563 años y Yue la respeta, pero no por mucho tiempo al ver su perversión. Su apariencia es una mujer de unos 20 años con ojos dorados. Su forma de dragón tiene unos pocos metros de largo con ojos dorados y tiene escamas de dragón negro. Su clase de trabajo es Guardián. Más adelante se casa con Hajime y se convierte en su tercera esposa.
Kōki Amanogawa (天之河 光輝 Amanogawa Kōki?)
Seiyū: Tetsuya Kakihara, José Ángel Torres (español latino)
Uno de los estudiantes convocados con un gran carisma y buena apariencia, junto con sus habilidades (las más altas entre sus compañeros) lo convirtieron en el líder de la clase. A pesar de sus buenas intenciones es bastante ingenuo, tiende a dejarse llevar por sus emociones o sentido de justicia pero al punto en que es incapaz de aceptar sus fallas o entender cuando se equivoca incluso antes de ser convocados a tortus Nagumo no trataba de razonar con él ya que era inútil. Cuando Koki vio cómo Hajime cambió, comenzó a despreciarlo y considerarlo un villano, aún cuando salvó su vida y la de su grupo, todo porque sus acciones y brutalidad contrariaba su justicia, creía genuinamente que obligó a Yue y a las demás a chicas a estar con él cuando obviamente no era así. Nagumo en cambio solo vio quejas vacías e ideas erróneas por lo que lo descartó por completo. Su clase de trabajo es Héroe extremadamente rara que le da afinidad en todos los tipos de magia, estadísticas y habilidades superiores por lo que era el arquetipo de héroe ideal sin embargo sus constantes errores y falta de reflexión va cambiando la opinión de todos a su alrededor.
Aiko Hatayama (畑山 愛子 Hatayama Aiko?)
Seiyū: Ai Kakuma, Angélica Villa (español latino)
La maestra de la clase que al igual que sus estudiantes fue convocada a Tortus, hace todo lo posible por proteger a sus estudiantes y mantenerlos alejados del peligro. Después de que Nagumo fue dado por muerto, llegó hasta usarse como moneda de cambio para que a ningún estuante le ocurriera lo mismo. Al ver vivo a Nagumo, se llenó de alegría, pero se decepciona al ver el su comportamiento frío y agresivo tras haber escapado de la mazmorra. Nagumo la respeta como profesora y confía información crucial sobre los verdaderos motivos por los que fueron convocados y la causa de la guerra en curso para que pueda protegerse y a sus estudiantes de las amenazas venideras. Su clase de trabajo granjera es inútil en combate pero puede proporcionar casi ilimitados alimentos y suministros razón por la que la iglesia la considera muy valiosa. También es la heroína que logra exponer la maldad de Ehit, permitiendo que todos los que fueron engañados por adorar al Dios caído se unan para un levantamiento contra él. Más adelante se enamora de Hajime y al regresar a Japón se convierte en su sexta esposa.
Daisuke Hiyama (檜山 大介 Hiyama Daisuke?)
Seiyū: Minoru Shiraishi, Brandon Santini (español latino)
Era el principal matón (y otros tres de sus amigos) que acosaban a Nagumo por celos de su cercanía con Kaori, en su llegada a tortus esto empeoró significativamente por sus estadísticas altas y la evidente debilidad de Nagumo. Él fue el responsable de la caída de Nagumo, pero cuando regresa se aterroriza de su fuerza monstruosa y personalidad brutal, sin embargo Nagumo no buscó venganza al considerarlo insignificante pero le dejó claro que sabía lo que hizo. Tiene un deseo maníaco de poseer a Kaori, por lo que hizo un trato con Eri y la ayudó a matar a todos los caballeros reales. Hiyama fue posteriormente asesinado y comido por los monstruos después de que Hajime lo arrojara hacia una horda.
Eri Nakamura (中村恵里 Nakamura Eri?)
Seiyū: Asuka Nishi, Karla Tovar (español latino)
Una de los estudiantes convocados y personaje antagonista. Eri tuvo un pasado muy trágico en el que su padre murió salvándola de un accidente automovilístico, lo que la llevó a recibir el odio de su madre, quien la maltrataba física y mentalmente durante años porque la culpaba a Eri por la muerte de su padre, seguido por un acoso física y sexualmente por su padrastro y ser golpeada casi hasta la muerte por su madre en ira por "arruinar" su matrimonio "otra vez". Esto hace que se vuelva excepcionalmente malvada, manipuladora, cruel, sádica, egoísta, traidora y emocionalmente insegura al tratar con otros, lo que finalmente la lleva al desarrollo de su muy retorcido sentido del "amor" y sus tendencias obsesivas. Al conocer a Koki, se enamora de él por su amabilidad, llevándola a pronto a obsesionarse por completo con él y hacerlo suyo, lo que incluso la llevó a desarrollar pronto un profundo sentido de celos y odio por los otros amigos de Koki, especialmente Kaori y Shizuku. Después del regreso de Hajime, se asocia con Daisuke y asesina a varios caballeros para usar su magia oscura original "Soul Bind" que manipula un sinnúmero de soldados títeres muertos. Su primer intento de llevarse a Kouki fracasa cuando Hajime destruye a sus soldados títeres muertos, por lo que tuvo que retirarse junto con Freid. Mientras se encontraba con Ehit, Eri experimentó una transformación para convertirse en una Apóstol híbrido. Después de capturar a Yue y entregarle su cuerpo a Ehit, se le concedió capturar a Kouki para dársela como "premio" por su lealtad y trabajo. En la guerra final, Eri luchó contra su ex mejor amiga, Suzu. Después de que Eri fuera derrotada por Suzu, Eri usó una autodestrucción para explotar y tratar de matar a Suzu, pero murió en el proceso y su cadáver se desintegró sin dejar rastro. Durante sus momentos finales, Eri reconoció que si hubiera conocido y se hubiera hecho amiga de Suzu primero antes de enamorarse de Kouki al conocerlo, tal vez podría haberse convertido en una persona mucho mejor de lo que era y las cosas podrían haber resultado mucho más diferentes para ella. 
Liliana S. B. Heiligh (リリアーナ・Ｓ・Ｂ・ハイリヒ Ririāna S. B. Hairihi?)
Seiyū: Noriko Shibasaki, Adriana Núñez (español latino)
La princesa del Reino de Heiligh. Liliana es una persona de voluntad fuerte y compasiva que se esfuerza por hacerse amiga de todos y es capaz de llevarse bien con la mayoría de las personas. Después de ser salvada por Hajime tres veces, ella comienza a desarrollar sentimientos por él. Aunque Liliana todavía se quejaría de su trato hacia ella constantemente cuando él la ignora. En la Tierra, Liliana finalmente se convierte en su séptima esposa, siendo la más joven de todas.
Remia (レミア Remia?)
Seiyū: Sayaka Ohara, Analiz Sánchez (español latino)
La madre de Myu. Remia es una mujer amable y de voluntad fuerte que arriesgaría su propia vida por su hija y los benefactores de su hija. Remia ve a Hajime como un salvador y una figura paterna para su hija. Incluso disfruta actuar como su esposa mientras están juntos. Al principio, Remia solo finge estar enamorada de Hajime, incluso llamándolo "cariño" para ser considerada con los sentimientos de Myu, pero al final se enamora de él de verdad a medida que pasa el tiempo y se convierte en su octava esposa al regresar a Japón.
Noint (ノイント Nointo?)
Seiyū: Rina Satō, Fernanda Ornelas (español latino)
Ella era una Apóstol leal a Ehit que se disfrazó de monja para eliminar cualquier pieza innecesaria del tablero de juego de su dios. Noint era una mujer inexpresiva y contundente que habla con una voz muy monótona. Ella secuestró a Aiko cuando estaba a punto de revelar la verdad sobre Ehit a los estudiantes y la encarceló en las mazmorras de la iglesia para atraer al "Irregular" Hajime Nagumo. Noint también ayudó en la traición de Eri Nakamura y Daisuke Hiyama al matar al Caballero Comandante Meld Loggins mientras Daisuke y varios caballeros del reino lo perseguían. Más tarde, Noint se enfrentó a Hajime en el Templo Divino de la Santa Iglesia, donde pudo luchar más equitativamente contra él en su estado Limit Break. Sin embargo, Hajime finalmente logró matarla atravesándole el corazón. Después de su muerte, el cuerpo de Noint se usaría más tarde como recipiente para Kaori. En algún momento, el alma de Kaori se transfirió de nuevo a su cuerpo original, pero el cuerpo de Noint se guardó dentro del Treasure Trove de Hajime como un cuerpo de respaldo en caso de que necesitara transferir el alma de otra persona a él. Más tarde, se revela que el alma de Noint se transfirió a uno de los golem araña "Arachnae" de Hajime.
Freid Bagwa (フリード・バグアー Furīdo Baguā?)
Seiyū: Katsuyuki Konishi
Era el comandante supremo del ejército de la raza Demoníaca. Freid es un devoto seguidor del dios que adoran los demonios. Está muy orgulloso de su apariencia, ya que se irrita cuando Yue lo llama feo. Inicialmente, Freid desprecia a Ehit debido a que es el dios que adoraban los humanos. Después de descubrir que Alva es en realidad un vasallo de Ehit, Fried se vuelve absolutamente leal al autoproclamado dios. Hajime es el enemigo jurado de Freid después de que él y su grupo mataran a Cattleya y sus fuerzas. Durante la batalla final, Tio mató a Freid y su montura Uranos.
Cattleya (カトレア Katorea?)
Seiyū: Hitomi Nabatame, Fernanda Ornelas (español latino)
Ella era un demonio a cargo de Freid Bagwa, asignado con la conquista del Gran Laberinto Orcus y para reclutar o matar al héroe y su grupo. Cattleya es una mujer despiadada, tranquila y serena con un fuerte espíritu guerrero. Ella también tiene una comprensión realista cuando se trata de la guerra: sabiendo que no debe mostrar misericordia o una apertura hacia sus enemigos sin esperar que ellos lo hagan a cambio. Al final, Hajime Nagumo la mató, no si antes advertirle que su amante la vengaría algún día. Después de su muerte, su cuerpo quedó bajo la posesión de Eri Nakamura a través de su magia de nigromancia y lo usó como una forma de comunicarse con los demonios sin que nadie la descubriera y se ofreció a traicionar a sus camaradas a cambio de su vida y la de Kouki.
Mikhail (ミハイル Mihairu?)
Seiyū: Makoto Ishii, Arturo Cataño (espaol latino)
Era un demonio bajo el mando de Freid Bagwa, así como el prometido de Cattleya. Tras enterarse de que su prometida fue asesinada por Hajime, Mikhail jura vengar su muerte. Más adelante en compañía de Fred, invade el Reino de Heiligh, donde se enfrenta a Shea. Su ira por la muerte de Cattleya lo llevó a vengarse de Shea, ya que ella era compañera del asesino de Cattleya, Hajime. Shea finalmente mató a Mikhail después de golpearlo contra el suelo con su Warhammer Drucken, pero no antes de que él la llamara monstruo debido a sus increíbles habilidades, a lo que Shea respondió agradeciéndole.
Ehit (エヒト Ehito?)
El principal antagonista de la serie, Ehit, es conocido como un dios, pero nació como un hombre que alcanzó la inmortalidad y fue reverenciado como un dios. Ehit era el pseudo-dios, que una vez gobernó sobre Tortus a través de la doctrina que pasó a través de varios discípulos. Ehit fue originalmente amable, o al menos, lo suficientemente considerado como para ayudar a las personas necesitadas. Pero en el transcurso de milenios después de alcanzar la inmortalidad y convertirse en una existencia similar a un alma, la mentalidad de Ehit comenzó a cambiar, especialmente después de que los demás sobrevivientes comenzaron a renunciar a sus vidas y aceptaron lentamente la muerte. Solo, la mente de Ehit se corrompió lentamente y comenzó a disfrutar al ver el sufrimiento de las mismas personas que una vez ayudó y salvó. Ehit usaría a todos como piezas de juego desechables en un tablero de juego, también conocido como Tortus; y disfrutó jugando con la vida de las personas mientras las conducía directamente a su perdición hasta que la humanidad se volvió contra él después de que tanto Aiko como Liliana revelaran la verdad. En la batalla final, Hajime luchó contra Ehit (mientras se apoderaba del cuerpo de Yue hasta que él se separó de su cuerpo por su propia voluntad) y luego mató al dios falso para acabar con su "tablero de ajedrez de vida o muerte" para siempre. Después de matar a Ehit, Hajime ganó su nueva reputación de sus compañeros de clase como el "Rey Demonio Asesino de Dios".

## Contenido de la obra

### Novelas ligeras
Ryo Shirakome publicó originalmente la serie como una novela web en el sitio de contenido Shōsetsuka ni Narō. La historia principal se publicó en ocho libros entre el 7 de noviembre de 2013 y el 31 de octubre de 2015, y fue sucedida por tres historias posteriores y una historia adicional desde entonces. La serie fue elegida para su publicación por Overlap, y el editor lanzó la primera novela ligera, con ilustraciones de Takayaki, bajo su sello Overlap Bunko en junio de 2015. Cuando se anunció que la adaptación del anime se había retrasado hasta 2019, el octavo volumen de la novela ligera también se retrasó un mes, de marzo a abril de 2018.
Una serie de novelas ligeras precuela titulada Arifureta Shokugyō de Sekai Saikyō Zero (ありふれた職業で世界最強　零?), o Arifureta Zero, comenzó a publicarse en diciembre de 2017.

### Manga
Una adaptación a manga por RoGa se ha publicado en el sitio web Cómic Gardo de Ovelap desde su inicio el 22 de diciembre de 2016, y el primer volumen se publicó tres días después el 25 de diciembre para coincidir con el lanzamiento de la quinta novela ligera.
Un spin-off de comedia yonkoma de Misaki Mori, titulado Arifureta Nichijō de Sekai Saikyō (ありふれた日常で世界最強?), comenzó su serialización en el sitio web Cómic Gardo de Overlap el 11 de julio de 2017.
Una adaptación de la novela ligera precuela Arifureta Shokugyō de Sekai Saikyō Zero de Ataru Kamichi comenzó la serialización el 23 de febrero de 2018 en el sitio web Cómic Gardo

### Anime
El 2 de diciembre de 2017 se anunció una adaptación a serie de anime. La serie inicialmente se estrenaría en abril de 2018, pero el 15 de enero de 2018, su lanzamiento se retrasó debido a "varias circunstancias". Originalmente, la serie habría sido dirigida por Jun Kamiya y escrita por Kazuyuki Fudeyasu, con animación del estudio White Fox y diseños de personajes de Atsuo Tobe, quien también habría servido como director de animación en jefe.  Sin embargo, después del aplazamiento, se anunció el 29 de abril de 2018 que Kinji Yoshimoto se haría cargo como director y el estudio Asread se uniría a White Fox como animadores. Además, Chika Kojima asumió el cargo de Atsuo Tobe como diseñador de personajes para adaptar los diseños originales de Takayaki, y Kazuyuki Fudeyasu dejó su posición como guionista, siendo reemplazado por Shoichi Sato y Kinji Yoshimoto. Ryō Takahashi compone la música de la serie. Void_Chords feat. LIO interpreta el tema de apertura de la serie "FLARE", mientras que DracoVirgo interpreta el tema de cierre "Hajime no Uta" (ハジメノウタ?). Funimation obtuvo la licencia de la serie fuera de Asia. Tras la adquisición de Crunchyroll por parte de Sony, la serie se trasladó a Crunchyroll obteniendo la licencia de la serie fuera de Asia.
La serie se estrenó el 8 de julio de 2019 en AT-X, Tokyo MX, SUN y BS11. Consta de 13 episodios. Dos OVAs se lanzarán con el segundo y tercer set de DVD / Blu-Ray el 25 de diciembre de 2019 y el 26 de febrero de 2020.
Después del final de la primera temporada, se anunció que la serie recibiría una segunda temporada. Akira Iwanaga está reemplazando a Kinji Yoshimoto como director, y studio MOTHER está reemplazando a White Fox como el estudio secundario. El resto del personal y el elenco regresan para repetir sus roles. Se estrenó el 13 de enero de 2022 en AT-X, Tokyo MX y BS11. El tema de apertura de la serie es "Daylight" interpretado por MindaRyn.
El 10 de septiembre de 2022, se anunció que se está produciendo una tercera temporada. Asread está animando la temporada, con Akira Iwanaga, Shoichi Sato y Chika Kojima regresando como director, guionista y diseñador de personajes, respectivamente. Se estrenó el 14 de octubre de 2024.
El 1 de noviembre de 2021, Funimation anunció que la serie recibió un doblaje en español latino, que se estrenó el 25 de noviembre (primera temporada) y 3 de febrero de 2022 (segunda temporada). Tras la adquisición de Crunchyroll por parte de Sony, el doblaje se trasladó a Crunchyroll.